# Domácí násilí

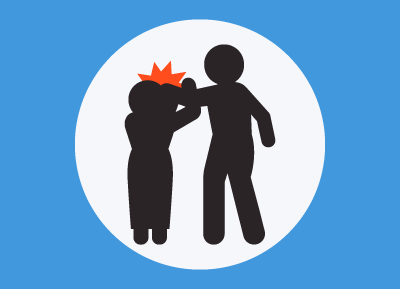

Domácí násilí je násilí, k němuž dochází mezi blízkými osobami žijícími ve společné domácnosti. Jedná se o vztah, kdy jedna osoba (násilník) získává nad druhou osobou (obětí) moc, přičemž intenzita násilí se časem stupňuje. Dochází k němu téměř zásadně v soukromí. Proto bývá zvenčí často těžké domácí násilí rozpoznat, nepokusí-li se situaci oběť řešit sama vyhledáním pomoci – ať už kontaktováním policie, nebo některé z nevládních organizací, které se na pomoc obětem domácího násilí zaměřují. Ačkoliv se pojem domácí násilí většinou používá jako synonymum pro násilí, ke kterému dochází mezi dvěma lidmi v milostném vztahu, řadí se k němu i násilí páchané na dětech, rodičích nebo jiných členech domácnosti. Může k němu docházet jak ve vztazích heterosexuálních, tak i homosexuálních, mezi sezdanými i nesezdanými jedinci, ale i mezi bývalými partnery.
Domácí násilí nabývá nejrůznějších forem, které se vzájemně často kombinují. Jedná se většinou o násilí nebo útlak fyzické, verbální, psychické, ekonomické, náboženské či reproduktivní povahy, a také o násilí sexuální. Veškeré tyto násilné projevy se mohou pohybovat na škále od mírnějších až po ty extrémní, mezi které patří například znásilnění v manželství a fyzické týrání, ale také ženská obřízka nebo polití kyselinou. Domácí násilí může vyústit ve znetvoření nebo smrt oběti. Ve světě dochází také k ukamenování, upalování nevěsty v případě, že její rodina odmítne zaplatit dodatečné věno, vraždám ze cti nebo také vraždám či dohnání k sebevraždě kvůli věnu, kdy se manželka stává obětí svého manžela či jej a jeho rodiny, když věno nesplňuje jejich očekávání. K domácímu násilí dochází často v případech dětských sňatků a sňatků z donucení. Povědomí o domácím násilí, jeho vnímání i definice se v jednotlivých zemích liší.
Oběťmi domácího násilí jsou všude po světě především ženy, které obvykle také zažívají jeho krutější podoby. Ve srovnání s muži se ženy k páchání domácího násilí častěji uchylují v sebeobraně. V některých částech světa bývá domácí násilí považováno za oprávněné nebo legální, a to obzvlášť v případech, kdy se žena dopustí nevěry nebo je z ní podezřívána. Výzkum prokázal, že existuje přímá a významná souvislost mezi mírou domácího násilí a rovností mezi muži a ženami ve společnosti. Čím je v zemi nižší úroveň rovnosti mezi těmito dvěma pohlavími, tím je míra domácího násilí vyšší. Bez ohledu na pohlaví obětí je však domácí násilí jeden z nejméně často nahlašovaných trestných činů na světě. V důsledku sociálních stigmat týkajících se mužské viktimizace existuje vyšší pravděpodobnost, že u nich budou poskytovatelé zdravotní péče znaky domácího násilí přehlížet.
K domácímu násilí se většinou pachatel začne uchylovat tehdy, když věří, že jej k tomu něco opravňuje, že je akceptovatelné nebo odůvodněné, a když považuje za nepravděpodobné, že by jej oběť nahlásila. Násilí jednoho jedince v rámci domácnosti může vyústit v mezigenerační násilný cyklus, kdy nejčastěji děti (ale může jít i o jiné členy domácnosti) začnou vnímat násilí jako přijatelné a omluvitelné. To, že se stali obětí nebo i pachatelem domácího násilí mnoha lidem trvá si uvědomit, protože tyto incidenty často nejdřív považují pouze za rodinné konflikty, které se vymkly kontrole.
U partnerství, ve kterých jeden z dvojice zneužívá toho druhého často dochází k cyklu domácího násilí, během něhož nejdřív mezi partnery vzrůstá napětí, které vyvrcholí násilným aktem a ten je následován obdobím usmíření a klidu. Situace se pro oběti domácího násilí může stát bezvýchodnou kvůli sociální izolaci, partnerově dohledu a kontrole nebo traumatické vazbě oběti na partnera, která vzniká dlouhodobým týráním a manipulací ze strany násilníka. Mezi další faktory, které mohou obětem snahu násilníka opustit zkomplikovat, patří kulturní normy, nedostatek finančních příjmů, strach, stud nebo snaha chránit děti. Domácí násilí může oběť poznamenat zdravotním postižením, sníženou schopností regulovat agresi, chronickými zdravotními problémy, duševními poruchami, nedostatkem financí a narušenou schopností navazovat zdravé vztahy. Oběti trpívají závažnými psychickými poruchami, například posttraumatickou stresovou poruchou (PTSD). Děti žijící v domácnosti s násilím často již od raného věku vykazují psychické problémy. Bývají vyhýbavé, přehnaně ostražité a citlivé vůči hrozbám. Děti, které bývají svědky domácího násilí mají k oběti většinou silné citové pouto, a proto je pro ně situace traumatizující, byť třeba samy přímou obětí násilí nejsou. V důsledku mohou mít potíž s regulací vlastních emocí, sebeovládáním a násilným chováním vůči ostatním.

## Faktory přispívající k domácímu násilí
Míru výskytu domácího násilí ovlivňuje zejména to, zda je společností považováno za akceptovatelné. Dalšími faktory zvyšujícími pravděpodobnost domácího násilí jsou zneužívání návykových látek, nezaměstnanost, problémy s duševním zdravím, nedostatečná schopnost zvládat různé životní situace a stres, izolace a značná závislost oběti na zneužívajícím.
Převládajícím motivem u vztahů, ve kterých dochází k domácímu násilí, je to, že jsou založené na převaze moci a kontroly jednoho partnera nad druhým.
Morálka násilníků se vymyká zákonným i společenským normám. Výzkumy ukazují, že hlavním důvodem, proč se pachatelé zneužívání dopouštějí je jejich vědomé a úmyslné rozhodnutí ublížit za účelem vlastního uspokojení.
Muži, kteří se dopouštějí násilných činů, mají specifickou charakteristiku. Jedná se o narcisty, kteří postrádají empatii, nemají zájem na tom nic měnit a kteří úmyslně staví své vlastní potřeby nad potřeby ostatních. Díky tomu, že pachatelé se svými oběťmi psychicky manipulují, si oběti domácího násilí obvykle neuvědomují, že násilníkovým cílem je ovládat je a mít nad nimi moc. Násilí vnímají jako důsledek vlastního selhání (jako manželky, milenky, nebo lidské bytosti).

## Možnost opustit násilníka
Aby došlo k zastavení domácího násilí, je nutné, aby měla oběť možnost násilníka opustit. V tradičních společnostech se však rozvedené ženy často cítí odmítané a ostrakizované. I stigma, strach z vyloučení ze společnosti, přispívají k tomu, že se některé ženy rozhodnou zůstat s manželem, přestože jim ubližuje.
V tom, jak moc je domácí násilí rozšířené, hrají důležitou roli také diskriminující zákony vztahující se k manželským svazkům a rozvodům. Rashida Manjoo, zvláštní zpravodajka OSN pro násilí na ženách, uvedla:
„V mnoha zemích mají ženy přístup k majetku pouze v závislosti na svém vztahu k nějakému muži. Ztráta manžela, ať už v důsledku separace, nebo jeho úmrtí, pro ně tak může vyústit také ve ztrátu domova, půdy, vybavení domu i dalšího majetku. To, že neexistuje rovnost práv na majetek mezi muži a ženami v případě separace nebo rozvodu, ženám znesnadňuje odejít z manželského svazku, navzdory násilí. Často totiž mají na výběr pouze mezi domácím násilím a bezdomovectvím.“
Jedním z faktorů ovlivňujících domácí násilí je, že v některých kulturách ženy nemají právo požádat o rozvod. V kulturách, kde bývá sňatek domlouván rodinami, riskuje manželka, jenž se rozhodne pro separaci nebo rozvod bez souhlasu manžela a širší rodiny, že se stane obětí násilí ze cti.
Zvyk placení za nevěstu, který v některých zemích přetrvává, také může být důvodem, proč je pro manželku těžší manžela opustit. Manžel pak po její rodině totiž může požadovat vrácení peněz, které za ni před svatbou zaplatil.
Ve vyspělých zemích se stává, že má manželka potíže opustit násilného partnera, protože se jí nedaří najít si náhradní bydlení.
Jedním z méně známých aspektů majících vliv na to, zda oběť násilníka opustí je to, zda mají společného mazlíčka. Oběť má strach nechat mazlíčka na starost násilníkovi, a proto s odchodem otálí. Těmto obětem by pomohlo, kdyby útulky pro oběti domácího násilí přijímaly i zvířata, tak tomu ale většinou není.

## Formy domácího násilí
Domácí násilí může mít formu:

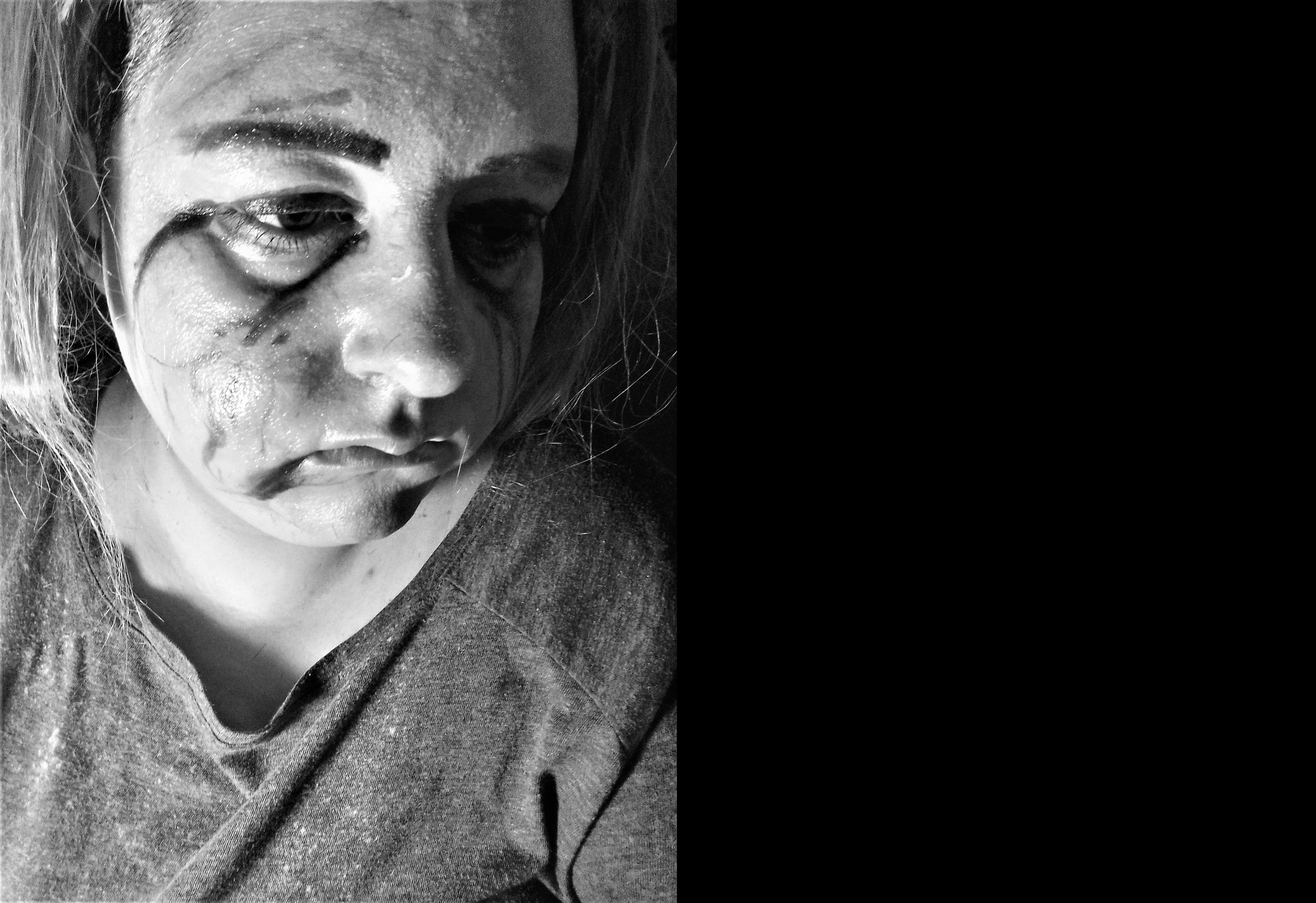

- Fyzické násilí (bití, škrcení, řezání, odpírání spánku, jídla…)
- Psychické násilí (zastrašování, psychický nátlak, vyhrožování, nadávání, vytváření pocitu viny, nevhodné zacházení, nerespektování přání, ponižování, snižování důstojnosti, gaslighting)
- Sociální násilí (snaha oběť izolovat od okolí – rodiny, přátel)
- Sexuální násilí (znásilnění, vynucování sexuálního styku…)
- Ekonomické násilí (kontrola nad příjmy a výdaji oběti, neochota poskytovat peníze na společnou domácnost…)

Všechny formy násilí lze rozdělit na aktivní a pasivní (viz pasivní agrese), přičemž aktivní je obecně čin vedoucí k cíli, pasivní je nečinnost vedoucí k cíli (mlčení, ignorování, neposkytnutí pomoci, neposkytnutí financí atd.)
|            | Aktivní                                                                         | Pasivní |
| Verbální   | nadávky, urážky, ponížení, gaslighting                                          | mlčení, ignorace, neochota komunikovat a naslouchat                                                                                              |
| Fyzické    | bití, kopání, tělesné omezování                                                 | neposkytnutí pomoci, vyhýbaní se, nepřítomnost                                                                                                   |
| Sociální   | nadměrná kontrola (čtení sms, mailů), zabránění návštěvě přijít, schování klíčů | odmítnutí doprovodu do společnosti, nepohlídání dětí, „trest“ za odchod ven jakoukoli pasivní formou (vše s cílem omezit oběti sociální kontakt) |
| Sexuální   | znásilnění                                                                      | odepření intimity |
| Ekonomické | schování peněz, karty, vybrání účtu                                             | odepření prostředků, neposkytnutí pomoci |

V tomto kontextu je použit termín „verbální“ násilí namísto „psychický“. Termín „psychické“ je zde používán pro psychické utrpení, což mají za důsledek v různé míře všechny formy násilí. Jedná se zde ale pouze o formální výměnu slova.

## Cyklus domácího násilí
Cyklus domácího násilí se dá rozdělit na 4 fáze:
1. stupňování napětí (většinou psychické týrání oběti)
2. násilí (k psychickému týrání se může přidat i fyzické násilí)
3. usmíření (lítost agresora nad svými činy, prosba o odpuštění)
4. období klidu, líbánky (pokud oběť odpustí agresorovi, následuje klidné období – naděje)

V případě, že oběť svému násilnému partnerovi uvěří, že se to již nebude opakovat, dochází postupem času k přesunu ze čtvrté fáze zpět do fáze první. Čím častěji se ale cyklus opakuje, tím větší je brutalita útoků, a zároveň se fáze násilí rozšiřuje na úkor fází usmíření a líbánek.
Uvedený model je zjednodušující. K vyjmenovaným fázím nemusí vždy docházet přesně tak, jak je tu uvedeno. Často se postupně přidávají i další formy násilí, jako sociální či ekonomické. Psychické týrání většinou postupně sílí a krátkodobě odeznívá ve zmíněných fázích „usmíření a líbánek“. Tyto fáze ale nemusejí nutně vždy nastat.

## Syndrom týrané osoby
Téměř zpravidla se v důsledku domácího násilí u oběti projeví tzv. syndrom týrané osoby. Projevy, které spadají pod tento syndrom, se dají rozdělit do několika kategorií:
- symptomy posttraumatické stresové poruchy (poruchy spánku, poruchy příjmu potravy, emocionální vyčerpanost, zvýšená nervozita…)
- naučená bezmocnost (pasivita oběti, vzdává se jakékoli snahy o změnu…)
- sebezničující zvládací strategie (požívání alkoholu, drogy, možný pokus o sebevraždu…) nebo úniková strategie (viz Stockholmský syndrom).

Podoby sebezničujících zvládacích strategií při dlouhodobě trvajícím týrání:

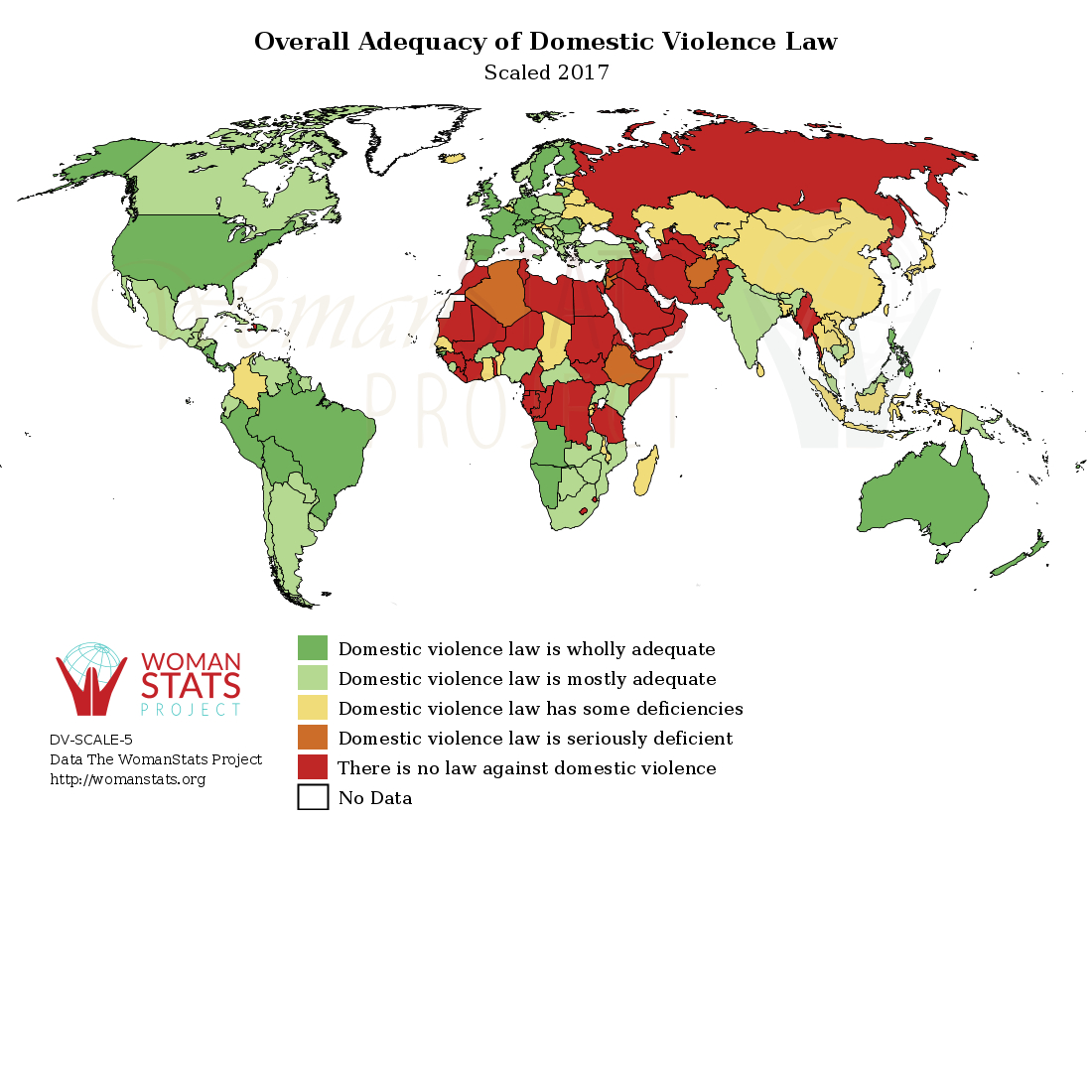
Existence zákonů proti domácímu násilí (2017)

- popírání viny útočníka
- popírání viktimizace
- minimalizace násilí
- zlehčování následků
- odmítání nabízené pomoci
- uzavření se do sebe.

## Právní zakotvení domácího násilí v ČR
Dne 1. 1. 2007 nabyl v ČR účinnosti zákon č. 135/2006 Sb., kterým se změnily některé zákony v oblasti ochrany před domácím násilím. Tímto zákonem Česká republika postoupila z represe a kriminalizace domácího násilí k jeho prevenci. Zákon se zabývá třemi hlavními myšlenkami:

### Prevence
Prioritou je včasná reakce, která zabrání opakování incidentů a zároveň i eskalaci násilí v konkrétním případě. Stát označuje za domácí násilí již jeho počáteční stádia, ve kterých se ještě nejedná o trestný čin. Policie České republiky radí, se pro případ dalšího útoku chránit a to například shromážděním důležitých telefonní čísel (např. přátelé, policie, intervenční centra), informováním rodiny, přátel či sousedů, kteří by v případě potřeby mohli pomoci (např. poskytnutí úkrytu), zajištěním možné únikové cesty (např. nenechat se zavřít v místnosti bez jakékoliv únikové cesty), domluvením se se sousedy na znamení, které vyšlete v případě ohrožení a vytvořením bezpečnostních zavazadel pro případ nenadálého odchodu z obydlí.

### Ochrana
Policie ČR má povinnost chránit oběti domácího násilí, tzn., že policie má za úkol nejen vyšetřování trestného činu nebo přestupku, ale i ochranu ohrožené osoby. Zkoumají stupeň ohrožení oběti a podle vyhodnocení rizika přijímá adekvátní opatření.
Zákon č. 273/2008 Sb. o Policii České republiky, konkrétně v Hlavě VII. Vykázání (§ 44 – § 47) opravňuje policisty k vykázání násilné osoby. „Vykázání je postaveno v zákoně tak, že pokud lze na základě zajištěných skutečností, zejména s ohledem na předcházející útoky, důvodně předpokládat, že se osoba dopustí nebezpečného útoku proti životu, zdraví nebo svobodě nebo zvlášť závažného útoku proti lidské důstojnosti, je policista oprávněn vykázat tuto osobu z bytu či domu společně obývaného s útokem ohroženým jedincem, jakož i z bezprostředního okolí společného obydlí.“ Nejde zde pouze o vyšetřování trestného činu či přestupku, ale hlavně o ochranu ohrožené osoby a zastavení dalšího domácího násilí. "Policista je vždy povinen přijmout oznámení incidentu se znaky domácího násilí a zajistit provedení všech nezbytných úkonů." Policie ČR má konkrétní postupy při řešení domácího násilí. Nejdříve vyhodnotí přítomnost znaků domácího násilí tzn., opakovanost a stupňování. Zjišťuje informace od oznamovatele a prozkoumává informační systémy, zda už se v domácnosti něco takového neřešilo. Dále zkoumá aktuální situaci na místě (intenzitu útoku, jeho průběh, míru rizika dalšího útoku, posuzuje nebezpečnost násilné osoby a riziko eskalace). Dojde-li policista k závěru, že se jedná o domácí násilí, je nutné přijmout adekvátní opatření: vykázání; zajištění násilné osoby na dobu nejdéle 24 hodin od okamžiku omezení osobní svobody; umístění násilné osoby; která je pod vlivem alkoholu nebo návykové látky, do záchytné stanice; zadržení násilné osoby, která je podezřelá ze spáchání trestného činu; zajištění převozu ohrožené osoby do bezpečí (azylové domy, přátelé, příbuzní).

### Přístup k řešení případů
Zákon č. 135/2006 Sb. propojuje tři různé složky:
1. Policii ČR, k čemuž podrobněji viz odstavec výše.
2. Intervenční centra, která zajišťuje následnou pomoc ohroženým osobám. Patří sem specializovaná poradenská místa, která poskytují krizovou intervenci a další kvalifikované formy pomoci obětem domácího násilí. Prioritou center je rychlé poskytnutí intervence pro partnery vykázaných osob. Během deseti dnů je oběti zajištěna podpora ve formě poskytnutí právních informací a psychologického poradenství, aby se oběť byla schopna zorientovat ve své životní situaci a byla schopna najít trvalejší řešení svého problému např. cestou občanskoprávního řízení, trestního řízení či kombinací obou variant. Patří sem například Bílý kruh bezpečí, Dona linka nebo různé azylové domy, a to i pro muže (s dětmi, či bez).
3. Justice, která se uplatňuje ve třech rolích. a) přezkoumání vydaného rozhodnutí správního soudnictví, b) v oblasti trestněprávní, c) v oblasti civilně právní, kde jádrem změny je předběžné opatření. [42] Na žádost ohrožené osoby může být vykázání prodlouženo, a to v podobě předběžného opatření, které nalezneme v zákoně č. 292/2013 Sb. o zvláštních řízeních soudních konkrétně v části první § 400 – § 414. 1.1.2014 nastaly v tomto zákoně změny. Předběžné opatření nařizuje obecný soud navrhovatele, což je v tomto případě pozitivní změna. "Vedle obecných náležitostí stanovených § 42 odst. 4 o. s. ř. musí návrh obsahovat vylíčení skutečností, které osvědčují, že je společné bydlení navrhovatele a odpůrce v domě nebo bytě, ve kterém se nachází společná domácnost, pro navrhovatele nesnesitelné z důvodu tělesného nebo duševního násilí vůči navrhovateli nebo jinému, kdo ve společné domácnosti žije, anebo vylíčení skutečnosti, které osvědčují nežádoucí sledování nebo obtěžování navrhovatele (tzv. materiální předpoklady návrhu)."[43] Je nutné zde doložit osvědčení tvrzených skutečností, tzn. aby soud rozhodl ve prospěch navrhovatele, musí se soud přesvědčit o odůvodněnosti návrhu.[43] Násilníkovi je poté nařízeno, aby
  - opustil společné obydlí i jeho bezprostřední okolí,
  - nezdržoval se ve společném obydlí nebo do něj vstupoval,
  - zdržel se setkávání s navrhovatelem,
  - zdržel se nežádoucího sledování a obtěžování navrhovatele jakýmkoli způsobem.[44]